# Jacques Nicolas Billaud-Varenne

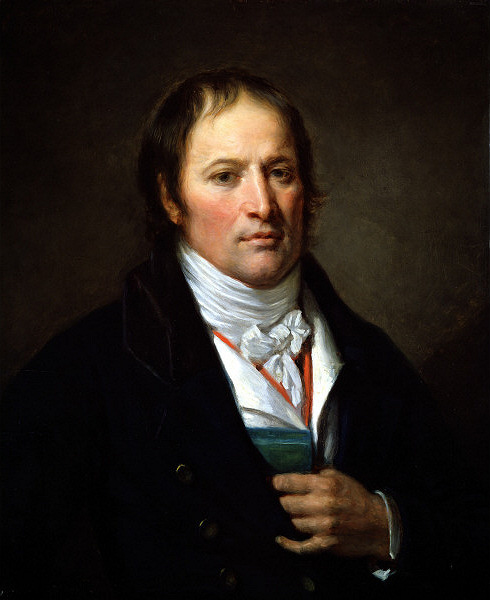
Jacques Nicolas Billaud-Varenne.

Jacques (eller Jean) Nicolas Billaud-Varenne, född den 23 april 1756, död den 3 juni 1819, var en fransk revolutionär.
Billaud-Varenne begav sig 1785 till Paris, der han ägnade sig åt advokatyrket. Vid revolutionens utbrott utgav han några häftiga partiskrifter och slöt sig till jakobinerna. Billaud-Varenne verkade även som skriftställare, och han var en av de första, när han i broschyren Acéphocratie 1791 som öppet uttalade kravet på republikens införande.
Såsom medlem av den nya kommunalstyrelsen för Paris var han en bland dem, som anstiftade resningen 10 augusti 1792 och anordnade septembermorden. I konventet yrkade han, att kungen skulle avrättas inom tjugufyra timmar, samt bidrog väsentligen till girondisternas störtande och införandet av skräckväldet. På hans förslag blev hertigen av Orléans, drottningen och en mängd andra offer förda inför revolutionstribunalet. Efter Dumouriez avfall uppdrogs åt Billaud-Varenne att organisera välfärdsutskottet, och han sökte därefter skaffa detta tiomannavälde makt och anseende på konventets bekostnad.
Skräckväldets fall orsakade småningom även Billaud-Varennes. Jämte Collot d'Herbois utträdde han självmant ur välfärdsutskottet, sedan hans parti kommit i minoritet. Senare ställdes han till rätta inför konventet och dömdes 1 april 1795 till deportation till franska Guyana. När Napoleon efter sin statskupp 1799 erbjöd honom amnesti, vägrade han att motta den, och stannade på Guayana till 1816, då han begav sig till New York; men illa mottagen där, slog han sig ned på Haiti, där han dog 1819.